# اسب رنگ‌پریده (سوار رنگ‌پریده)
اسب رنگ‌پریده، سوار رنگ‌پریده (انگلیسی: Pale Horse, Pale Rider) مجموعه سه رمان کوتاه به قلم کاترین آن پورتر نویسنده آمریکایی است که در سال ۱۹۳۹ به چاپ رسید. نویسنده در این اثر نابودی و ویران‌گری «آنفلوانزای اسپانیایی» سال ۱۹۱۸ را که باعث مرگ ۵۰ میلیون تن شد را شرح داده‌است. پورتر در مصاحبه‌ای با پاریس ریویو در ۱۹۶۳ می‌گوید: «من به طرزی غریب دگرگون شده بودم. مدت زیادی طول کشید تا دوباره بیرون بروم و زندگی‌ام در جهان بیرون آغاز شود. من به معنای واقعی کلمه به بیگانه‌ای تبدیل شده بودم.»

## خلاصه داستان
آدام به دوستش میراندا، قهرمان زن داستان، که به آنفلوانزا مبتلاست می‌گوید: «وضعیتی بدتر از این ممکن نیست… همه تماشاخانه‌ها و تقریباً همه فروشگاه‌ها و رستوران‌ها تعطیل شده‌اند، در طول روز خیابان‌ها پر از مراسم تشییع جنازه و در شب مملو از آمبولانس است.» پورتر روند بیماری و درمان و نیز توان‌یابی میراندا را در طول هفته‌ها به تصور می‌کشد، پیش از آن که زن بهبود کامل بیابد و با جهانی ویران از آنفلوانزا و جنگ مواجه شود. خود پورتر خود نیز تقریباً از این بیماری به حال مرگ افتاد.